# Павел Куртик
Павел Куртик (Павло Куртик, Пал Курти) (упоминается в 1431—1432 годах) — албанский или славяно-албанский феодал, который владел османским вилайетом, административной единицей в Османской империи, похожей на графство, расположенное между реками Эрзени и Шкумбини в современной Албании. В то время как он был христианином, одним из немногих христианских магнатов в Османской империи, его сыновья приняли ислам и носили различные официальные титулы по всей империи.

## История
В XIV веке, после разгрома Сербского царства турками-османами, Западные Балканы превратились в совокупность независимых феодальных государств. После битвы при Савре (1385) Османская империя поглотила территорию современного Албанского государства. Как должностное лицо в Османской империи Павел Куртик впервые упоминается в первом Османском дефтере (официальном отчете империи) санджака Албании, датированном 1431—1432 годами. Он поступил на османскую службу вскоре после 1400 года и был одним из немногих доосманских христианских феодалов вместе со своим братом Карлом Куртиком. Павел Куртик управлял одноименным вилайетом (вилайет Павло Куртика), одним из 9 вилайетов провинции Арванит-или до 1466 года. В 1431—1432 годах Павел Куртик держал тимар из 26 деревень, подчиненных его сыну Исе . Термины тахвиль и вилайет Павла Куртика показывают, что Павел Куртик владел этим регионом до османской администрации. Его сыновья приняли ислам и стали субаши, султанский и административный титул в Османской империи, подобным лорду или шерифу, различных османских подразделений по всей Османской Албании.

## Семья
Семья Курти изначально была христианской, но во втором поколении она была исламизирована. У Павла Куртика было два сына: Иса-бей Куртик, субаши вилайета Павло Куртика, принявший ислам, и Мутсафа Куртик, субаши вилайета Берат, также принявший ислам. У Исы-бея было два сына: Ибрагим и Юсуф, а у Мустафы был один сын Хусейн.